# Tromsø Idrettslag 2006
Questa voce raccoglie le informazioni riguardanti il Tromsø Idrettslag nelle competizioni ufficiali della stagione 2006.

## Rosa
| N. |                                 | Ruolo | Calciatore              |
| -- | ------------------------------- | ----- | ----------------------- |
| 1  | Bosnia ed Erzegovina (bandiera) | P     | Sead Ramović            |
| 1  | Norvegia (bandiera)             | P     | Knut Borch              |
| 1  | Norvegia (bandiera)             | P     | Andreas Mortensen       |
| 2  | Svezia (bandiera)               | D     | Benjamin Kibebe         |
| 3  | Norvegia (bandiera)             | D     | Tore Reginiussen        |
| 4  | Norvegia (bandiera)             | A     | Morten Moldskred        |
| 4  | Polonia (bandiera)              | A     | Tomasz Stolpa           |
| 5  | Norvegia (bandiera)             | D     | Agim Shabani            |
| 5  | Norvegia (bandiera)             | D     | Christian Steen         |
| 6  | Norvegia (bandiera)             | D     | Morten Pedersen         |
| 7  | Norvegia (bandiera)             | C     | Joachim Walltin         |
| 8  | Norvegia (bandiera)             | D     | Thomas Hafstad          |
| 9  | Canada (bandiera)               | C     | Patrice Bernier         |
| 10 | Norvegia (bandiera)             | A     | Sigurd Rushfeldt        |
| 11 | Norvegia (bandiera)             | C     | Ruben Yttergård Jenssen |

| N. |                     | Ruolo | Calciatore          |
| -- | ------------------- | ----- | ------------------- |
| 14 | Canada (bandiera)   | A     | Stephen Ademolu     |
| 15 | Norvegia (bandiera) | D     | Yngvar Håkonsen     |
| 15 | Ungheria (bandiera) | D     | Tamás Szekeres      |
| 16 | Norvegia (bandiera) | D     | Hans Åge Yndestad   |
| 17 | Norvegia (bandiera) | A     | Vegard Braaten      |
| 17 | Svezia (bandiera)   | A     | Arash Talebinejad   |
| 18 | Norvegia (bandiera) | C     | Lars Iver Strand    |
| 19 | Norvegia (bandiera) | D     | Jo Nymo Matland     |
| 19 | Norvegia (bandiera) | C     | Rune Berger         |
| 19 | Norvegia (bandiera) | D     | Hans Norbye         |
| 20 | Norvegia (bandiera) | C     | Ole Andreas Nilsen  |
| 21 | Norvegia (bandiera) | C     | Roar Christensen    |
| 22 | Norvegia (bandiera) | D     | Jonas Johansen      |
| 23 | Canada (bandiera)   | P     | Kenny Stamatopoulos |
| 25 | Norvegia (bandiera) | A     | Ole Martin Årst     |

## Risultati

### Campionato

#### Girone di andata
| Arbitro: | Moen (Haugesund) |

|                                       |           |          |
| Ohr 17’ D. Berg Hestad 70’ Konate 73’ | Marcatori | 75’ Årst |

| Arbitro: | Staberg |

|  |           |              |
|  | Marcatori | 18’ Nannskog |

| Arbitro: | Edvartsen (Hamar) |

|              |           |  |
| Tegström 20’ | Marcatori |  |

| Arbitro: | Skjerven (Kaupanger) |

|  |           |                                |
|  | Marcatori | 41’ (rig.), 58’ (rig.) Nikolov |

| Tromsø 3 maggio 2006, ore 19:00 CEST 5ª giornata | Tromsø   | 0 – 0 referto | Odd Grenland | Alfheim Stadion (4.007 spett.)\| Arbitro: \| Sandmoen \| |
| Arbitro:                                         | Sandmoen |               |              |                                                          |

| Arbitro: | Edvartsen (Hamar) |

|                 |           |                                     |
| Macallister 34’ | Marcatori | 18’ Kibebe 25’ Årst 33’ Talebinejad |

| Arbitro: | Olsen (Kristiansand) |

|            |           |              |
| Strand 15’ | Marcatori | 65’ Storflor |

| Arbitro: | Sandmoen |

|                        |           |         |
| Moen 32’ Bjarnason 52’ | Marcatori | 4’ Årst |

| Tromsø 21 maggio 2006, ore 18:00 CEST 9ª giornata | Tromsø        | 0 – 0 referto | Viking | Alfheim Stadion (4.675 spett.)\| Arbitro: \| Øvrebø (Oslo) \| |
| Arbitro:                                          | Øvrebø (Oslo) |               |        |                                                               |

| Arbitro: | Staberg |

|                                                         |           |                                        |
| Kvisvik 34’, 47’ Årst 41’ (aut.) Tóth 60’ Bertelsen 77’ | Marcatori | 17’ Nilsen 44’ Årst 79’ (aut.) Bjørkøy |

| Arbitro: | Sælen (Bergen) |

|             |           |  |
| Hafstad 72’ | Marcatori |  |

| Arbitro: | Øvrebø (Oslo) |

|             |           |               |
| Johnsen 36’ | Marcatori | 82’ Rushfeldt |

| Arbitro: | Hauge (Bergen) |

|  |           |             |
|  | Marcatori | 62’ Storbæk |

#### Girone di ritorno
| Arbitro: | Edvartsen (Hamar) |

|                                  |           |          |
| Nannskog 34’, 77’ Gunnarsson 89’ | Marcatori | 62’ Årst |

| Arbitro: | Edvartsen (Hamar) |

|                               |           |  |
| Rushfeldt 45’ Årst 77’ (rig.) | Marcatori |  |

| Arbitro: | Edvartsen (Hamar) |

|                       |           |                                |
| Rushfeldt 2’ Årst 64’ | Marcatori | 28’ Waltrip 79’ (rig.) Knarvik |

| Arbitro: | Skjerven (Kaupanger) |

|                      |           |                            |
| Øren 1’ Corrales 54’ | Marcatori | 38’ Årst 51’, 65’ Yndestad |

| Arbitro: | Helgerud (Lier) |

|                            |           |                           |
| Nilsson 72’, 77’ Gerba 82’ | Marcatori | 29’ Håkonsen 83’ Yndestad |

| Arbitro: | Berntsen (Vang) |

|            |           |                |
| Strand 90’ | Marcatori | 24’, 59’ Obasi |

| Arbitro: | Øvrebø (Oslo) |

|                  |           |               |
| Iversen 62’, 90’ | Marcatori | 34’ Rushfeldt |

| Arbitro: | Olsen (Kristiansand) |

|                           |           |          |
| Rushfeldt 11’ Bernier 79’ | Marcatori | 47’ Moen |

| Arbitro: | Hauge (Bergen) |

|          |           |  |
| Ijeh 50’ | Marcatori |  |

| Arbitro: | Moen (Haugesund) |

|                                    |           |                 |
| Ademolu 56’ Årst 74’ Rushfeldt 90’ | Marcatori | 21’ Elyounoussi |

| Arbitro: | Sælen (Bergen) |

|           |           |                               |
| Koren 90’ | Marcatori | 66’ Rushfeldt 81’ (rig.) Årst |

| Arbitro: | Sælen (Bergen) |

|            |           |  |
| Kibebe 83’ | Marcatori |  |

| Arbitro: | Olsen (Kristiansand) |

|                                   |           |          |
| Sørensen 27’ Berre 57’ Jepsen 87’ | Marcatori | 11’ Årst |

### Coppa di Norvegia
| Grovfjord 10 maggio 2006, ore 18:00 CEST Primo turno                                            | Grovfjord | 0 – 5 referto                                                 | Tromsø |  |
| \| \| \| \| \| \| Marcatori \| 34’ Walltin 39’ Yttergård Jenssen 42’ Berger 51’, 83’ Hafstad \| |           |                                                               |        |  |
|                                                                                                 |           |                                                               |        |  |
|                                                                                                 | Marcatori | 34’ Walltin 39’ Yttergård Jenssen 42’ Berger 51’, 83’ Hafstad |        |  |

| Hammerfest 8 giugno 2006, ore 18:00 CEST Secondo turno         | Hammerfest | 0 – 3 referto                | Tromsø | Breidablikk Stadion |
| \| \| \| \| \| \| Marcatori \| 7’ Christensen 15’, 20’ Årst \| |            |                              |        |                     |
|                                                                |            |                              |        |                     |
|                                                                | Marcatori  | 7’ Christensen 15’, 20’ Årst |        |                     |

| Bodø 6 luglio 2006, ore 18:00 CEST Terzo turno                                                                 | Bodø/Glimt | 4 – 2 (d.t.s.) referto   | Tromsø | Aspmyra Stadion |
| \| \| \| \| \| Johansen 36’ (rig.), 99’ Olsen 66’ Sakariassen 107’ \| Marcatori \| 11’ Strand 87’ Rushfeldt \| |            |                          |        |                 |
| |            |                          |        |                 |
| Johansen 36’ (rig.), 99’ Olsen 66’ Sakariassen 107’                                                            | Marcatori  | 11’ Strand 87’ Rushfeldt |        |                 |